# Sphaerocera monilis
Sphaerocera monilis – gatunek muchówki z rodziny Sphaeroceridae i podrodziny Sphaerocerinae.
Gatunek ten opisany został w 1836 roku przez Alexandra Henry’ego Halidaya.
Muchówka o ciele długości od 2 do 2,5 mm. Tułów jej cechuje brak ząbków na tylnym brzegu tarczki oraz krótko owłosione, pozbawione guzków śródplecze i sternopleury. Odnóża tylnej pary mają nie zgrubiałe golenie i  uda oraz pozbawione są kolcowatych szczecinek na spodzie nasadowych członów stóp. Przednie odnóża mają stopy ubarwione w częściowo biało.
Owad znany z Wielkiej Brytanii, Francji, Belgii, Niemiec, Szwecji, Norwegii, Finlandii, Szwajcarii, Polski, Litwy, Czech, Słowacji, Węgier, Rumunii, Bułgarii, Serbii, Czarnogóry i Grecji, przy czym dane z trzech ostatnich państw są niepewne.